# Тугаи

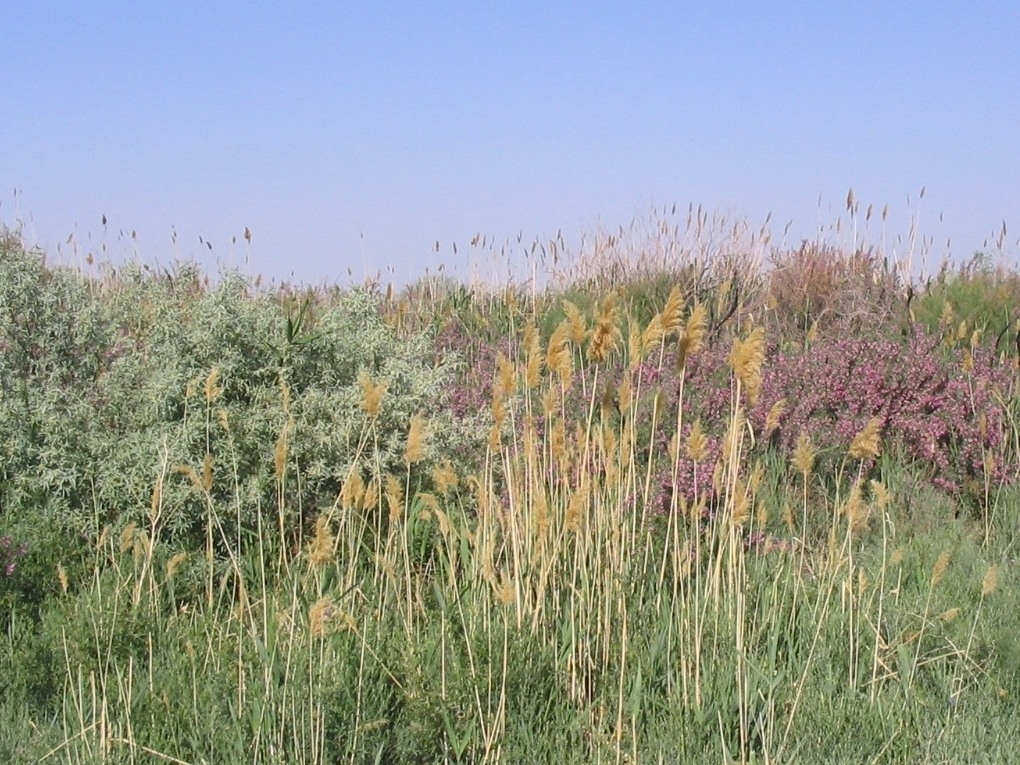
Тугайная растительность Сырдарьи в Кызылординской области

Туга́и — участки террас долин рек Средней и Центральной Азии, затапливаемые во время паводков и половодий. Здесь могут встречаться тугайные леса, заливные луга, водно-болотная растительность. Древесно-кустарниковую растительность представляют тополя, гребенщики, лох, ивы, облепиха. Встречются лианы (в их числе ломонос, калистегия), иногда густо оплетающие деревья и кустарники. В переувлажнённых местах произрастает тростник. Тугаи используются как пастбища. Имеют большое водоохранное значение.
На башкирском и татарском языках Тугай дословно означает «извив, излучина (реки)» или «пойма»[значимость факта?].